# Der Piet am Galgen
Der Piet am Galgen ist ein balladeskes Gedicht und Lied von Erik Martin, das in der Barden- und Mittelalterfolkszene sowie auch bei Pfadfindern und bündischen Gruppen in Deutschland gesungen wird.

## Inhalt
Mit dem Beginn „Was kann ich denn dafür?“ in der ersten Strophe beklagt der Piet sein trostloses Schicksal, er wird vor seiner Haustür gefangen und weiß, dass er am Galgen sterben wird. Die zweite Strophe berichtet davon, dass ihm alles abgenommen und sein Haus angesteckt wurde, dass ihm keiner geholfen hat und er bereits den Galgen sehen kann. In der letzten Strophe spürt er den Strick am Hals und vernimmt das Sterbegebet eines Mönches; das Urteil wird ausgeführt. Der Refrain besteht aus dem Satz: „Wenn der Nebel auf das Moor sich senkt, der Piet am Galgen hängt.“

## Entstehung, Deutung und Rezeption
Das Lied Der Piet am Galgen stammt von Erik Martin, der unter dem Fahrtennamen Mac zahlreiche Geschichten vom Piet an Lagerfeuern erzählte und aus diesem Stoff für die Deutsche Waldjugend das Gedicht bzw. Lied formte. Der Autor lässt im Unklaren, wer die Person des Piet ist und was er verbrochen hat. Aus der Zeile „Ein Mönch, der betet dort, spricht für mich fromme Wort'; die Wort’, die ich nicht kenn’, wer lehrte sie mich denn?“ ist zu entnehmen, dass er aus sehr einfachen Verhältnissen stammt. Der Verfasser rankt um die Person nur Anhaltspunkte, wenn er beispielsweise etwas über die Jugend des Piet schreibt.
Die Melodie in d-Moll wird langsam gesungen und gibt dem Lied einen düster-traurigen Charakter. „Es erinnert an Schinderhannes vom Inhalt her und im textlichen Aufbau an das vom geschundenen Schubart auf dem Hohen Asperg verfaßte O wunderbares Glück.“ Das Lied reizt zu Parodien, beispielsweise „Wenn die Nacht sich über Berge schwingt, wir längst erfroren sind“. Der Text wurde auch von anderen Musikern vertont, so 2007 von Mathew Rouse für die Mittelalterband Die Streuner.
Das Lied Der Piet am Galgen entstand 1981 und erschien zuerst in der Zeitschrift der eisbrecher und wurde später in zahlreichen Liederbüchern veröffentlicht, unter anderem in den „Liederblätter deutscher Jugend“ (1984), im „Liederbock“, im „Bulibu II“ (2001) und im „Codex Patomomomensis“ (2007) sowie auf mehreren CDs.

## Zitat
„Was kratzt da am Genick? / Ich spür den rauen Strick. / Ein Mönch der betet dort / und spricht für mich fromme Wort'; / die Wort', die ich nicht kenn', / wer lehrte sie mich denn? / Fünf Raben fliegen her, / doch ich sehe sie nicht mehr. / Wenn der Nebel auf das Moor sich senkt, / der Piet am Galgen hängt. (Letzte Liedstrophe)“